# Nicolas Knoblauch
Nicolas Knoblauch (* 1. März 2000 in Geislingen an der Steige) ist ein deutscher Schriftsteller. 

## Leben und Wirken
Knoblauch begann mit 10 Jahren zu schreiben und gewann bereits in jungem Alter zahlreiche Schreibwettbewerbe. Unter anderem gewann er im März 2013 im Alter von 13 Jahren den Schreibwettbewerb der Zeitschrift National Geographic Kids in Zusammenarbeit mit Cornelia Funke und dem Dressler Verlag. Seine Geschichte Weltenschöpfer wurde in der National Geographic Kids Ausgabe 03/13 veröffentlicht.
Für seine Kurzgeschichte Friedel, der Junge vom Hohenstaufen gewann er im November 2016 den ersten Preis in der Altersgruppe III der Stauferstiftung Göppingen. Diese baute Knoblauch später zu seinem Debütroman Stauferkind aus, der im Mai 2017 im Manuela Kinzel Verlag erschien. Im Frühling 2019 erschien mit Stauferherz eine Fortsetzung seines Erstlingswerks. Bei beiden Büchern handelt es sich um historische Romane, in denen sich Knoblauch mit der Jugendzeit Friedrich Barbarossas befasst.
Neben seiner Tätigkeit als Schriftsteller ist Knoblauch auch journalistisch aktiv, engagiert sich politisch in der CDU und setzt sich für die Leseförderung an Schulen ein.

## Werke (Auswahl)
- Stauferkind – Friedel, der Junge vom Hohenstaufen, Manuela-Kinzel-Verlag, Göppingen 2017, ISBN 978-3955440749
- Stauferherz – Friedrich, der junge Staufer, Manuela-Kinzel-Verlag, Göppingen 2019, ISBN 978-3955441234